# В конкуренция със себе си
В бизнеса, в конкуренция със себе си е компания, която се съревновава със себе си за клиенти. Това може да включва един продукт или локация за продажба на дребно, която се състезава и е в конкуренция с друга. Докато конкуренцията със себе си е често нежелана в бизнеса, то тя може да бъде от полза за клиента, защото, както и при нормалната конкуренция резултатът е по-ниски цени и по-добри продукти / услуги.